# Gerd Hubold
Gerd Hubold (* 2. August 1950 in Sangerhausen) ist ein deutscher Meeres- und Fischereibiologe.

## Leben
Gerd Hubold wuchs in Burg an der Wupper auf, machte 1969 Abitur am Carl-Duisberg-Gymnasium in Wuppertal-Oberbarmen und studierte anschließend Biologie an der Christian-Albrechts-Universität in Kiel. Dort arbeitete er zum Thema „Wachstum des Nordseeherings“; nach einem dreijährigen Brasilienaufenthalt wurde er 1982 in Kiel als akademischer Schüler von Gotthilf Hempel mit einer Arbeit über Engraulis anchoita promoviert.
Anschließend rief ihn sein Doktorvater an das Alfred-Wegener-Institut für Polar- und Meeresforschung (AWI), wo Hubold schwerpunktmäßig über die Ökologie der arktischen und antarktischen Gewässer forschte. 1985 wurde er Assistenzprofessor am Institut für Polarökologie in Kiel, wo er 1991 habilitierte. Im selben Jahr wurde Gerd Hubold zum Leiter des Instituts für Seefischerei in der Bundesforschungsanstalt für Fischerei (BFAFi) an der Palmaille in Hamburg-Altona berufen und dort ab 1996 mehrfach zum Direktor der BFAFi (wieder)gewählt. Seit 1999 gehörte er zudem der deutschen Delegation beim International Council for the Exploration of the Sea (ICES; deutsch: Internationaler Rat für Meeresforschung) in Kopenhagen an und hat in dieser Zeit eng mit dem Marine Stewardship Council zusammengearbeitet; ab Februar 2006 war er für sechs Jahre Generalsekretär des ICES. Bis Ende August 2013 war er in Braunschweig am Institut für Marktanalyse und Agrarhandelspolitik des von Thünen-Instituts im Rahmen eines Projektes tätig, in dem die Rolle von Fischerei und Aquakultur für die künftige globale Ernährungssicherung untersucht wird.  Ende 2013 ging er in den Ruhestand.
Gerd Hubold ist verheiratet, Vater zweier inzwischen erwachsener Kinder und lebt seit Ende seiner Berufstätigkeit wieder in Kiel.

## Schriften (in Auswahl)
- Variations in Growth Rate and Maturity of Herring in the Northern North Sea in the Years 1955–1973. Rapp. P.-V. Reun. Cons. Int. Explor. Mer., 172: 154 - 163. (1978)
- Hydrography and Plankton off Southern Brazil and Rio de la Plata, August–November 1977. Atlantica, Rio Grande; Vol. 4: 1 - 22. (1980)
- Second Report on Hydrography and Plankton off Southern Brazil and Rio de la Plata, Autumn Cruise: April–June 1978. Atlantica, Rio Grande; Vol. 4: 23 -43. (1980)
- (mit M. Ehrlich): Distribution of Eggs and Larvae of Five Clupeoid Fish Species in the Southwest Atlantic between 25°S and 40°S. Meeresforschung 29 (1): 17 - 29. (1981)
- (mit M. V. Mazzetti): Body Proportions, Growth, and Early Life History of the Clupeid Fish Harengula jaguana POEY, 1865 in the Guanabara Bay (Brazil). Meeresforschung 29 (2): 80 - 88. (1981)
- Eggs and Larvae of Engraulis anchoita Hubbs and Marini, 1935 in the Southwest Atlantic between 25°S and 40°S. Meeresforschung 29(4):208 - 218. (1982)
- Zur Laichökologie der südwestatlantischen Sardelle Engraulis anchoita Hubbs und Marini, 1935. Dissertation Univ. Kiel. 161 S. (1982)
- Spatial Distribution of Pleuragramma antarcticum (Pisces: Nototheniidae) near the Filchner and Larsen Ice Shelves (Weddell Sea/Antarctica). Polar Biol. 3: 231 - 236. (1984)
- Stomach contents of the Antarctic silverfish Pleuragramma antarcticum from the southern and eastern Weddell Sea (Antarctica). Polar Biol 5: 43 - 48 (1985)
- On the early life history of the high Antarctic Silverfish Pleuragramma antarcticum. In W. R. Siegfried, P. R. Condy und R. M. Laws: Antarctic nutrient cycles and food webs. Proc. 4th SCAR Symp. on Antarctic Biology. Springer Berlin/Heidelberg/New York, S. 445–451. (1985)
- (mit W. Ekau): On the midwater fish fauna of the Weddell Sea, Antarctica. Proc. V. Congr. europ. Ichthyol., Stockholm: 391 - 396. (1987)
- (mit I. Hempel): Seasonal variability of zooplankton in the southern Weddell Sea. Meeresforschung 31, H. 3–4: 185 - 192. (1987)
- (mit G. Weiss und A. C. D. Bainy): Larval Development of Zeiform Fishes Antigonia capros Lowe, 1843 and Zenopsis conchifer (Lowe, 1852) from the Southwest Atlantic. Cybium 11(1): 79 - 91. (1987)
- (mit G. Weiss und A. C. T. Bonecker): Eggs and Larvae of Maurolicus muelleri (Gmelin, 1789)(Teleostei, Sternoptychidae) in the southwest Atlantic. Meeresforsch. 32: 53 - 60.  (1988)
- (mit I. Hempel und M. Meyer): Zooplankton communities in the southern Weddell Sea (Antarctica). Polar Biol. 8: 225 -233. (1988)
- (mit U. Saint-Paul und W. Ekau): Acclimation Effects on Routine Oxygen Consumption of the Antarctic Fish Pogonophryne scotti (Artedidraconidae). Polar Biol 9: 125 - 128. (1988)
- (mit A. P. Tomo): Age and Growth of Antarctic Silverfish (Pleuragramma antarcticum Boulenger 1902), from the Southern Weddell Sea and Antarctic Peninsula. Polar Biol, 9:205 - 212. (1989)
- Fish Spawning in the Southwest Atlantic in Austral Winter/Spring 1977 and Autumn 1978. in L. N. Chao und W. W. Kirby-Smith: Proceedings of the International Symposium on Utilization of Coastal Ecosystems: Planning, Pollution and Productivity. 22.–27. Nov. 1982. Rio Grande RS, Brasil. Vol. II. Publ. Univ. Rio Grande do Sul: 377-392. (1989)
- Seasonal patterns of larval fish distribution in the Weddell Sea. Proceedings of the Fifth SCAR Symposium on Antarctic Biology Hobart Australia. in K. R. Kerry und G. Hempel: Antarctic Ecosystems. Ecological change and conservation. Springer, Berlin/Heidelberg: 149 - 158. (1990)
- (mit W. Ekau): Feeding patterns of post-larval and juvenile Notothenioids in the southern Weddell Sea (Antarctica). Polar Biol. 10:255-260. (1990)
- (mit A. C. T. Bonecker): Distribution and Abundance of Larval Gonostomatid Fish in the Southwest Atlantic. Meeresforsch. 33: 38 - 51. (1990)
- Ecology of Notothenioid Fish in the Weddell Sea. in G. Di Prisco, B. Maresca und B. Tota: Biology of Antarctic Fish. Springer, Berlin/Heidelberg/New York: 3-22. (1991)
- Zur Ökologie der Fische im Weddellmeer. Habilitationsschrift, Universität Kiel: 1-164 (1991)
- (mit E. Boysen-Ennen, W. Hagen, U. Piatkowski): Zooplankton Biomass in the Weddell Sea, Antarctica. Marine Biology 111:227-235. (1991)
- (mit H. Klöser, J. Plötz, H. Palm, A. Bartsch): Ecological investigations on helminths of two Antarctic nototheniid fish species (Pleuragramma antarcticum and Trematomus scotti) from the Weddell Sea. Antarctic Science 4(2): 171-178 (1992)
- (mit R. L. Radtke, S. D. Folsom, P. H. Lenz): Otolith structural and chemical analyses: the key to resolving age and growth of the Antarctic Silverfish, Pleuragramma antarcticum. Antarctic Science 5(1): 51-62 (1993)
- Future Developments: BIOMASS in relation to the sea-ice zone. in El Sayed: Southern Ocean Ecology: The BIOMASS perspective. Cambridge University Press:  p 355-362. (1994)
- Die Pleuragramma Story. in G. Hempel: Biologie der Polarmeere. Gustav Fischer, Jena, p 222-228 (1995)
- (mit W. Hagen): Seasonality of feeding and lipid content in juvenile Pleuragramma antarcticum (Pisces: Nototheniidae) from the southern Weddell Sea. Proc. VI Sympos. Antarctic Biology:277-283. (1997)
- (mit C. Zimmermann): Respiration and Activity of Arctic and Antarctic Fish Fish with different modes of life: A Multivariate Analysis of Experimental Data. in G. Di Prisco, E. Pisano und A. Clarke: Fishes of Antarctica: A biological overview. Springer, Milano: 163-174 (1998)
- (mit C. Zimmermann): Nichtinvasive Untersuchungen zur Wahrnehmungsfähigkeit von Polarmeerfischen. Ber. Polarforsch./Rep. Polar Res. 277:123-124 (1998)
- (mit J. Eastman): The fish fauna of the Ross Sea, Antarctica. Antarctic Science, 11(3):293-304 (1999)
- The Antarctic Weddell Sea. in G. Hempel und K. Sherman: Large Marine Ecosystems of the World: Trends in Exploitation, Protection, and Research. Elsevier, p. 3 - 15. (2003)